# 守備率
守備率（しゅびりつ）は、野球における守備記録の一つ。

## 概要
守備率 = (刺殺 + 補殺) ÷ (刺殺 + 補殺 + 失策)
選手が守備に関わった回数のうち失策をしなかった率を現し、守備率が高いほど、守備機会に対して失策する確率が低い選手であることを示している。

### 備考
用具が未発達だった戦前から戦後一時期までの野球では失策が日常茶飯事であり、失策を減らすことが守備の際に最も野手に求められることであった。
しかし、現代では用具が発達したため、失策が格段に減り、一流選手とそうでない選手の失策数の差は僅かである。そのため、失策を減らすことも必要ではあるが、それ以上に広い守備範囲を持つことが好守の条件として重要となっている。守備率が高くても実際には難しい打球の捕球を試みないなどの消極的な守備をする守備範囲の狭い野手であったり、逆に守備率が低くても積極的な守備をする好守の選手であるといったことが良くあるので、守備率だけで守備の巧拙を一概に比較することはできない。補殺や刺殺と守備試合数（守備イニング数）を考えて評価するのが妥当である。そもそも「エラー」の判定は公式記録員の主観に基づくものであり、客観的に守備の実力を反映するものとは言いがたい。
守備率のもうひとつの問題は、個々の打球の事情を無視して記録されることである。たとえば、遊撃手が守備位置を一歩も動かず真正面に来た打球を捕球し、一塁への緩慢な送球で余裕を持ってアウトを記録した場合、遊撃手には補殺1が記録される。一方で、三遊間を抜けそうな痛烈な打球を横っ飛びで辛うじて捕球し、体勢を素早く立て直して一塁に矢のような送球を行い、間一髪アウトであったとしても、遊撃手に記録されるのは同じ補殺1である。そのため、プラス・マイナス・システムと呼ばれる守備指標では、打球それぞれの着地点、弾道、速度などでそれぞれの難易度の差別化を図っている。
守備率はポジションによって平均値が大きく異なる。日本プロ野球の歴代では、捕手や一塁手は通算において.990以上の選手が多く、特に高い傾向にある。逆に三塁手は通算において投手や外野手も含めた全ポジション中で最も低く、2000守備機会以上で.970以下の選手が多数を占めている。

## 新しい守備指標
セイバーメトリクス（アメリカ野球学会による野球の統計解析手法）では、「どれだけエラーしたか」という主観的な観点からではなく、「どれだけアウトを稼いだか」、「どれだけの得点を防いだか」という客観的な観点から守備力を評価する様々な指標が作られ、メジャーリーグの公式記録やスポーツジャーナリズムなどに採用されている。尤も、野手守備には不確定要素が絡みやすいことから、セイバーの観点上投手の奪三振に比べて重要度は低い。
但し、守備は投手と野手が相互に影響し合うものであり、選手個々の能力として分割しにくいため、どの指標も一長一短はある。

### アウト寄与率・レンジファクター
アウト寄与率（レンジファクター、RF: Range factor）とは、1977年にセイバーメトリクスの始祖、ビル・ジェームズによって提唱された、ある選手が1試合平均（9イニング換算）でいくつのアウトに関与したかを示す指標である。野球の守備はアウトを積み重ねることが目的であるので、寄与率によって守備時における選手の貢献度を数値的に理解することができる。守備範囲が広く、安打性のあたりをアウトにできる選手ほど数値が高くなる傾向にある。アメリカ・メジャーリーグの公式記録にもレンジファクター（RF）が採用されている。
算出方法は以下の通り。
アウト寄与率 = (刺殺 + 補殺) ÷ 守備イニング数 × 9
投手陣の奪三振数に左右される面はあるものの、同一リーグ内の同じポジションの選手どうしの比較としてはある程度有効な指標である。たとえば、あるチームの遊撃手Aの寄与率が4.50であり、別のチームの遊撃手Bの寄与率が5.00ならば、BはAよりも「優秀な遊撃手」であろうという判断の材料になる。同一ポジションの複数の選手を比較する場合、守備イニング数が選手によって違い、取ったアウト数では守備力の優劣を比較できないため、「守備についたイニング数」に占める「取ったアウト数」の比率によって守備力を比較する指標である。守備範囲が狭い選手と、守備範囲が広く守備力が飛びぬけている選手では数値の差が大きくなり、同じポジションの選手どうしの守備力を相対的に比較するのに適している。
ただし、1試合のアウト数は通常は27個でありどのチームもほぼ同じであるため、優秀な守備力をもつ選手ばかりのチームも守備力の劣る選手ばかりチームも、チームのレンジファクターの総合計はほぼ同じ数字である（チームの年間総アウト数 ÷ チームの年間守備イニング数 ＝ どのチームもほぼ同じ）。
守備位置が違う選手の寄与率を比較することは無意味である。近辺に打球が飛んでこなければ処理しようがない遊撃手と、守備機会の9割以上が三振の投球を捕球することによる捕手の寄与率の数値を比較して、どちらがアウトに貢献しているかを評価することは無意味である。
日本では守備イニング数は公式記録として発表されていないため算出が難しく、そのため出場試合数で代用した簡易版レンジファクターが用いられることが多かったが、2010年からデータスタジアム社により算出されたレンジファクターが公表されるようになった。
簡易RF = (刺殺 + 補殺) ÷ 出場試合数
アメリカでは、メジャーリーグの公式記録は守備イニングによるRFを単に"RF"と表示しているが、スポーツメディアは守備イニングによるRFを"RF/9"（9イニングでのRF）と表示し、簡易RFを"RF/G"（Game数によるRF）と表示している。しかし簡易RFは、出場した試合ではほぼフルイニングを守る選手どうしの比較には簡便で有効であるが、途中出場の多い選手の守備力を表すには不適切である。
このようにレンジファクター（RF）はメジャーリーグの公式記録に用いられるが欠点もあるため、投手の奪三振率やゴロ／フライ傾向、投手の左右の投球回数割合、チーム守備力の影響などによる偏りの補正を行ったRRF(Relative Range Factor)が考案され用いられている。

### ゾーンレーティング
ゾーンレーティング（ZR: Zone Rating）とは、レンジファクター（RF）の欠点を補正するために考案された守備指標。守備範囲内に飛んできた打球を処理できたかどうかを示す数値。あらゆる打球およびプレーをビデオ等に記録して解析する。守備範囲であるか否かの判断はメジャーリーグのデータ統計を行うStats社によって行われているため、個人で算出することはできない。アメリカのスポーツジャーナリズムは、メジャーリーグの守備成績の公式記録であるレンジファクター（RF）と共に、このゾーンレーティング（ZR）の数値を一般的に公表している。

### アルティメット・ゾーン・レーティング
アルティメット・ゾーン・レーティング（Ultimate Zone Rating）とは、ゾーン・レーティングを発達させた指標。同一ポジションの野手の平均的な守備の数値と比較し、個々の選手が1シーズンに失点を何点防いだか・招いたかを数値化した指標である。UZRを150試合に当てはめたUZR/150という指標もあり、スポーツジャーナリズムが数値を公表している。（アルティメット・ゾーン・レーティングの詳細）

### プラス・マイナス・システム
プラス・マイナス・システム（Plus/Minus System）とは、打球の性質をビデオ映像などで記録し、各ポジションの野手の平均的な守備範囲を算出し、平均値に対して個々の野手の打球処理率が高いか低いかを数値化した指標である。（プラス・マイナス・システムの詳細）

### 守備防御点
守備防御点（DRS: Defensive Runs Saved）は、プラス・マイナス・システムを発展させた指標。基本的なコンセプトはUZRとほとんど同じ。（守備防御点の詳細）

### 守備効率
守備効率（DER: Defensive Efficiency Rating）とはインプレーとなった打球をチーム全体でどれだけアウトにしたかという割合を表す。選手個人の守備成績ではなく、チームの守備力を比較する際に使われる指標である。
DERは、メジャーリーグの公式記録に採用されている。算出方法は以下の通り。
守備効率 ＝ 1－(安打－本塁打)÷(打数－本塁打－三振＋犠打＋犠飛)
守備効率 ＝ 1－(安打－本塁打)÷(打者数－本塁打－四死球－三振)
Baseball Prospectusでは失策出塁も含めた次の計算式が使われている。
守備効率 ＝ 1－(安打＋失策出塁－本塁打)÷(打者数－本塁打－四死球－三振)
また、本質的にはBABIPとほぼ同じ概念であるためBABIPを用いて近似する方法もある。
守備効率 ≒ 1－BABIP